# Ludovico Gregorini
Ludovico Gregorini (Roma ?, 1661 circa – Roma, 11 novembre 1723) è stato un architetto e ingegnere italiano.

## Biografia

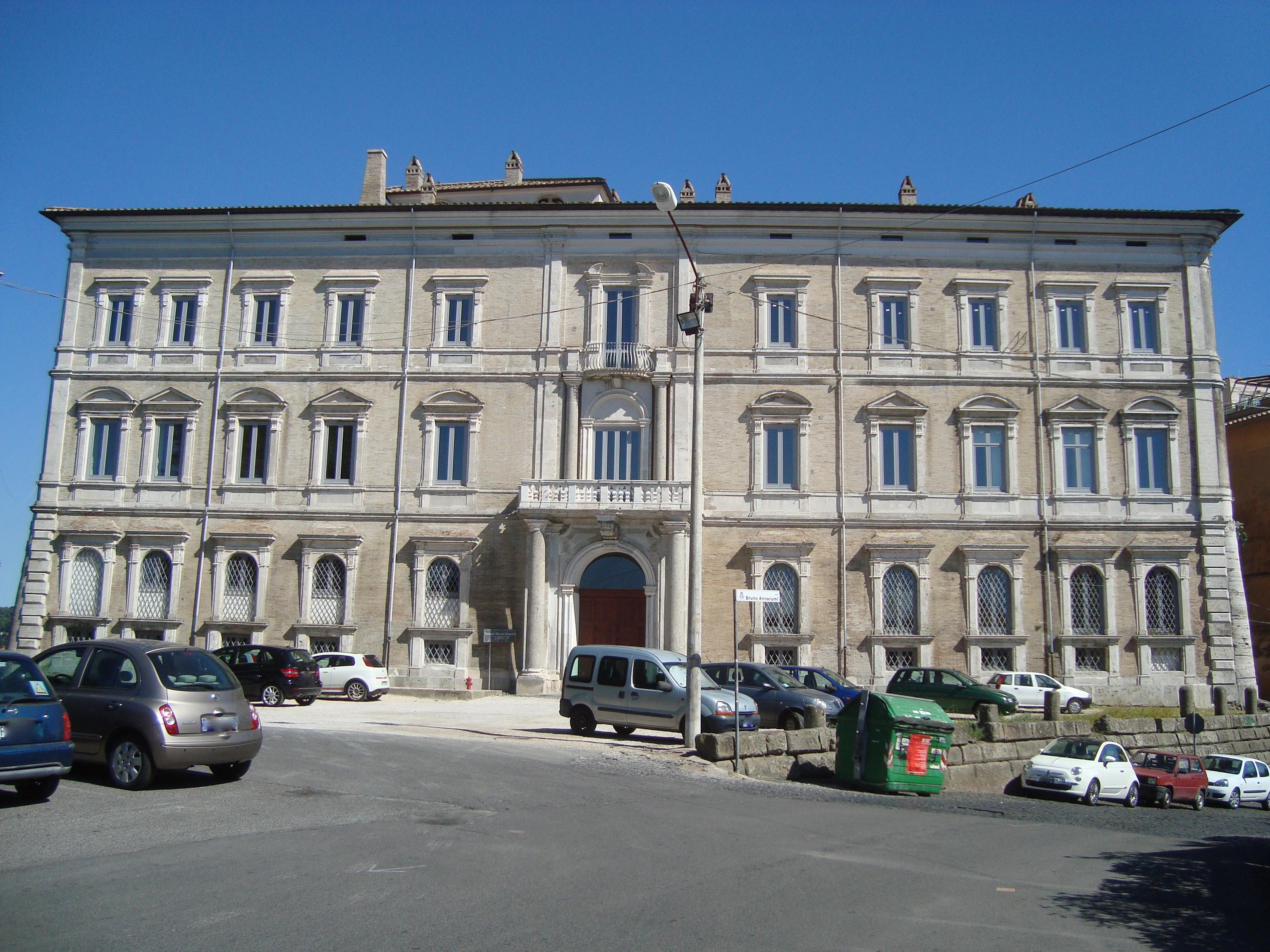
Palazzo Sforza-Cesarini a Genzano

Non è noto con certezza la data di nascita di Ludovico Gregorini. Si ritiene sia nato attorno al 1661, quasi certamente a Roma. Svolse comunque la sua attività quasi interamente a Roma o nei dintorni di Roma. Ludovico fu il padre di Domenico Gregorini, che seguì le orme paterne ed ereditò lo studio di architetto del padre. Furono suoi collaboratori gli architetti Carlo De Dominicis e Pietro Passalacqua. Oltre che nella progettazione, Ludovico Gregorini fu impegnato anche in attività pratiche (per esempio, misurazioni, perizie, stime) derivanti da incarichi pubblici quali la supervisione delle Strade che comportavano la progettazione e la direzione dei lavori di opere pubbliche quali strade e ponti.
Lavorò come architetto per istituzioni religiose (per es. Basilica di Santa Cecilia in Trastevere per le Benedettine, Chiesa di San Filippo Neri a Macerata per gli Oratoriani, Chiesa dei ss. Leonardo e Romualdo alla Lungara per i Camaldolesi) e per alcune famiglie aristocratiche come i Cenci, i Santacroce e soprattutto gli Sforza Cesarini. Per questi ultimi, in particolare, lavorò al completamento del piano urbanistico di espansione di Genzano, soprintendendo alla costruzione delle abitazioni lungo via Livia (1707-08) e soprattutto progettò e diresse i lavori del palazzo Sforza Cesarini di Genzano fra il 1715 e il 1723, l'anno della morte.
Fu accolto alla Congregazione dei Virtuosi al Pantheon, della quale fu reggente nel 1722.